# Партньорство за мир
„Партньорство за мир“ (ПзМ, на френски: Partenariat pour la paix; на английски: Partnership for Peace) е проектът е на НАТО, чиято цел е да повиши оперативната съвместимост между НАТО и други държави в Европа, както и между НАТО и страните от бившия Съветски съюз, които се намират в Азия. Проектът е създаден през 1994 година, няколко години след рухването на бившия Източен блок.
Обхватът на сътрудничеството се определя индивидуално от всяка страна членка чрез Индивидуална програма за партньорство. Програмата предлага съвместни операции, при спазване на стандартите на НАТО, осигуряването на ново военно оборудване, както и служители на държавите членки да бъдат обучавани в други страни.
Въпреки това, „Партньорство за мир“ не е отбранителен съюз и страните членки на НАТО могат индивидуално да решат дали да изпратят военна помощ в областта на военната сигурност и отбрана.
Десетте страни, които са били членове на програмата, в крайна сметка са се присъединили към НАТО. Програмата може да бъде използвана като вход в Североатлантическия алианс, но има и страни участнични, които открито не се интересуват от възможността за членство в Алианса.

## Принципи и сфери на дейност
Според НАТО, целта на „Партньорство за мир“ е зачитане на демократичните принципи, залегнали в основата на Алианса, увеличаване на стабилността, редуциране на заплахите за мира и изграждане на отношения на сътрудничество и доверие между страните членки и партниращите такива.
Рамковият документ изисква всяка страна да поеме значителен брой политически ангажименти:
- защита на демократичните принципи,
- спазване на принципите на международното право,
- изпълнение на задълженията, произтичащи от Устава на ООН, Всеобщата декларация за правата на човека, заключителния акт от Хелзинки и международните споразумения за разоръжаване и контрол на оръжията,
- въздържане от заплахи, насочени към трети страни,
- зачитане на териториалната цялост на страните, и
- уреждане на възникнали спорове с мирни средства.

Съюзниците в рамковия документ се задължават да се консултират с партньорите си в програмата, ако счетат, че пряко е застрашена териториалната им цялост, политическата независимост или сигурност, преди да предприемат каквито и да било ответни действия. Тази клауза е приложена в случаите с Албания и Северна Македония и възникналите кризи в Косово и Метохия.
„Партньорство за мир“ е преди всичко двустранно споразумение между партниращите си страни и НАТО. Отделните страни сами избират програмите, в които да вземат участие, въз основа на собствените си възможности и перспективи. Всяка страна, съвместно с компетентните звена на НАТО, изготвя и представя индивидуалната си програма за партньорство. Особено голямо внимание се отделя на сътрудничеството в сферата на отбраната, както и изготвянето на планове за реформи и реструктуриране на отбранителния сектор, включването в отбранителната стратегия на Алианса, образование и обучение на кадри, защитата на въздушното пространство, осигуряването на комуникационни и технически връзки между страните, управлението на кризи и ранното сигнализиране при конфликти.
Десет държави, които са членове на програмата „Партньорство за мир“, вече са се присъединили към НАТО. Това са България, Естония, Латвия, Литва, Полша, Румъния, Словакия, Словения, Унгария и Чехия. В последните години към НАТО се присъудиняват също Албания и Хърватия (2009), Черна гора (2017) и Република Северна Македония през 2020 г.

## Членки към 2007 г.
- Австрия
- Азербайджан
- Албания
- Армения
- Беларус
- Босна и Херцеговина
- Грузия
- Ирландия
- Казахстан
- Киргизстан
- Северна Македония
- Молдова
- Русия
- Сърбия
- Таджикистан
- Туркменистан
- Украйна
- Узбекистан
- Финландия
- Хърватия
- Черна гора
- Швейцария
- Швеция

## Бивши членки

### До12 март1999г.
На 12 март 1999 следните страни стават членки на НАТО и по този начин прекъсват членството си в програмата „Партньорство за мир“:
- Полша
- Унгария
- Чехия

### До29 март2004г.
На 29 март 2004 следните страни стават членки на НАТО и по този начин прекъсват членството си в програмата „Партньорство за мир“:
- България
- Естония
- Латвия
- Литва
- Румъния
- Словакия
- Словения

### В периода 1995 – 1996 г.
- Малта

## България
Официално България става участник в програмата „Партньорство за мир“ на 14 февруари 1994, когато президентът на България д-р Желю Желев подписва рамковия договор. Членството приключва на 29 март 2004, когато България става членка на НАТО.